# Jerzy Gołogórski

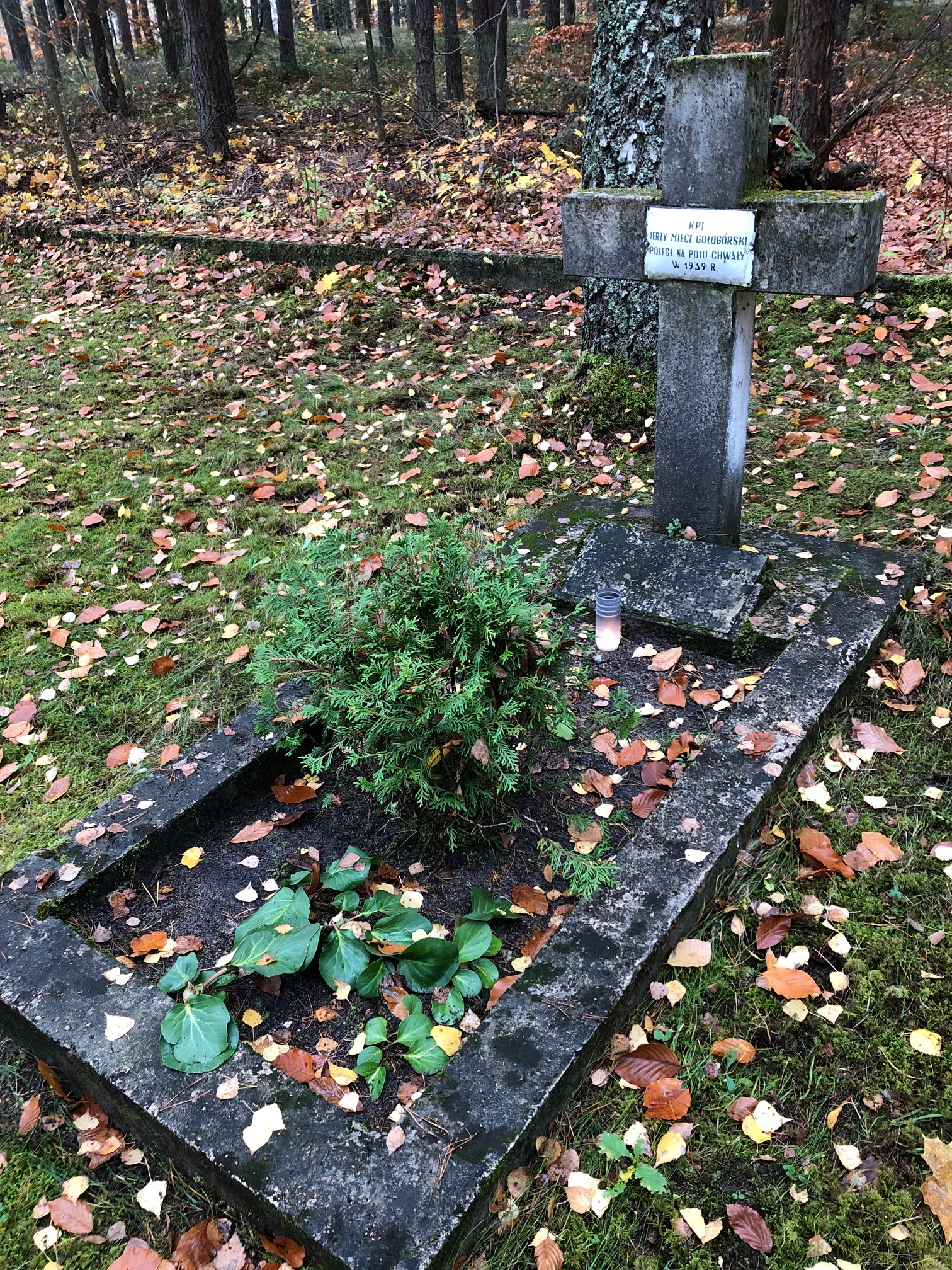
Grób Jerzego Gołogórskiego w Zwierzyńcu.

Jerzy Mieczysław Gołogórski (ur. 24 stycznia 1896, zm. 25 września 1939) – kapitan artylerii Wojska Polskiego.

## Życiorys
Urodził się 24 stycznia 1896, w rodzinie Emila, generała porucznika Wojska Polskiego, i Marii z Artwińskich. Był młodszym bratem Leona (1894–1956), rotmistrza Wojska Polskiego.
W czasie I wojny światowej walczył w szeregach cesarskiej i królewskiej Armii. Jego oddziałem macierzystym był Pułk Artylerii Polowej Nr 104. Na stopień porucznika został mianowany ze starszeństwem z 1 lutego 1918 w korpusie oficerów rezerwy artylerii polowej i górskiej.
19 stycznia 1921 został zatwierdzony z dniem 1 kwietnia 1920 w stopniu porucznika, w artylerii, w grupie oficerów byłej armii austro-węgierskiej. W latach 1921–1924 był przydzielony z 4 Dywizjonu Artylerii Konnej do składu osobowego generalnego inspektora kawalerii na stanowisko oficera ordynansowego. 3 maja 1922 został zweryfikowany w stopniu porucznika ze starszeństwem z 1 czerwca 1919 i 45. lokatą w korpusie oficerów piechoty, a 31 marca 1924 mianowany kapitanem ze starszeństwem z 1 lipca 1923 i 35. lokatą w korpusie oficerów artylerii. Z dniem 1 lipca 1924 został przeniesiony do 1 Dywizjonu Artylerii Konnej w Warszawie. Z dniem 2 listopada 1927 został powołany do Wyższej Szkoły Wojennej w Warszawie, w charakterze słuchacza Kursu 1927/29, z równoczesnym przeniesieniem do kadry oficerów artylerii. W marcu 1928 ogłoszono jego przeniesienie z WSWoj. do dyspozycji komendanta kadry oficerów artylerii z dniem 2 listopada 1927. Z dniem 28 lutego 1929 został przeniesiony w stan spoczynku.
W 1934, jako oficer stanu spoczynku pozostawał w ewidencji Powiatowej Komendy Uzupełnień Inowrocław. Posiadał przydział do Oficerskiej Kadry Okręgowej Nr VIII. Był wówczas „w dyspozycji dowódcy Okręgu Korpusu Nr VIII”.
We wrześniu 1939 został zmobilizowany do Ośrodka Zapasowego Artylerii Konnej nr 1. Poległ 25 września 1939 w miejscowości Kukiełki. Został pochowany koło szkoły w Zniczynie, a później ekshumowany i przeniesiony na cmentarz wojenny w Zwierzyńcu. 

## Ordery i odznaczenia
- Krzyż Walecznych czterokrotnie[15]
- Krzyż Kawalerski Orderu Gwiazdy Rumunii[15]
- Brązowy Medal Zasługi Wojskowej z mieczami na wstążce Krzyża Zasługi Wojskowej[16]
- Srebrny Medal Waleczności 2 klasy[16]
- Krzyż Wojskowy Karola[16]